# Манойло, Андрей Викторович
Андре́й Ви́кторович Мано́йло (род. 14 октября 1975, Фрязино, Московская область) — российский политолог, кандидат физико-математических наук, доктор политических наук, профессор МГУ имени М. В. Ломоносова. Член научного совета при Совете безопасности Российской Федерации (2011—2018). Учредитель и президент находящейся (по состоянию на февраль 2025 года) в процессе ликвидации Ассоциации специалистов по информационным операциям. Руководитель проекта «Вбросам.нет» (с ноября 2020). Автор и создатель первой в России магистерской программы «Информационные и гибридные войны» (МГУ, 2022-23). Декан "факультета информационных технологий" АНО ДПО "Академия Альтер". Руководитель программы подготовки руководящего состава «Информационные и гибридные войны» в АНО ДПО "Академия Альтер" (с февраля 2024).

## Биография
Родился 14 октября 1975 года в городе Фрязино Московской области.
В 1998 году окончил физический факультет МГУ имени М. В. Ломоносова по кафедре физики атмосферы.
В 1998 поступил в аспирантуру физического факультета МГУ, в 2000 году там же под научным руководством кандидата физико-математических наук доцента Г. И. Кузнецова досрочно защитил диссертацию на соискание учёной степени кандидата физико-математических наук по теме «Особенности отклика полей солнечной ультрафиолетовой радиации в атмосфере на различные возмущения её газового и аэрозольного состава» (специальность 04.00.23"Физика атмосферы и гидросферы"). Официальные оппоненты — доктор физико-математических наук, профессор В. И. Бекорюков и доктор физико-математических наук, член-корреспондент РАН В. В. Лебедев. Ведущая организация — Институт физики атмосферы РАН.
В 2007—2010 годах — докторант в Дипломатической академии МИД России (специальность 23.00.04 «Политические проблемы международных отношений глобального и регионального развития»). В 2009 году перешел в МГУ имени М. В. Ломоносова и там защитил диссертацию на соискание учёной степени доктора политических наук по теме «Роль культурно-цивилизационных моделей и технологий информационно-психологического воздействия в разрешении международных конфликтов» Официальные оппоненты — доктор исторических наук, профессор Б. А. Шмелёв, доктор политических наук, профессор Л. М. Воробьёва, доктор политических наук, профессор С. В. Коновченко. Ведущая организация — Российский университет дружбы народов.
С 2012 года — профессор кафедры российской политики факультета политологии МГУ. В 2023 году не смог обеспечить выплату обещанной заработной платы приглашенным преподавателям магистерской программы "Информационные и гибридные войны", после чего был снят с руководства программой на фоне собственных голословных обвинений в адрес руководства факультета и коллег по МГУ имени М.В. Ломоносова.
Сферой научных интересов является: современная российская политика, международные отношения, дипломатия, управление политическими конфликтами, федерализм, информационные войны, психологические операции, цветные революции, рейдерские захваты.
Под научным руководством профессора А. В. Манойло в МГУ защитилось 18 кандидатов наук.

## Критика
По данным «Диссернет» принимал участие в качестве официального оппонента в защите пяти диссертаций, в которых были обнаружены признаки некорректных заимствований, в том числе из его собственной диссертации. Также является автором статей, имеющих признаки множественных публикаций.
А.В. Манойло позиционирует себя в качестве отставного сотрудника российских спецслужб, что, однако, не подтверждается свидетельствами бывших и действующих работников Федеральной службы безопасности Российской Федерации.

## Награды и звания
- Почетный знак Совета Безопасности Российской Федерации
- Почетная грамота Секретаря Совета Безопасности РФ
- Медаль «25 лет Совету Безопасности Российской Федерации»
- Медаль «25 лет Российской таможенной академии»,
- Медаль Министерства обороны Российской Федерации «Участнику военной операции в Сирии» («за отличия, проявленные в проведении военной операции в САР»)
- Благодарность ЦИК Российской Федерации («за значительный вклад в развитие избирательной системы РФ»)

## Научные труды

### Диссертации
- Манойло А. В. Особенности отклика полей солнечной ультрафиолетовой радиации в атмосфере на различные возмущения её газового и аэрозольного состава / автореферат дис. … кандидата физико-математических наук : 04.00.23. — М.: Моск. гос. ун-т им. М. В. Ломоносова, 2000. — 23 с.
- Манойло А. В. Роль культурно-цивилизационных моделей и технологий информационно-психологического воздействия в разрешении международных конфликтов / автореферат дис. … доктора политических наук : 23.00.04. — М.: Моск. гос. ун-т им. М. В. Ломоносова, 2009. — 50 с.

### Монографии
- Манойло А. В. Информационная война как инструмент внешней агрессии и территориальной экспансии: учебное пособие. — М.: НИИПИ, 2000. — 102 с.
- Манойло А. В., Петренко А. И., Фролов  Д. Б. Государственная информационная политика в условиях информационно-психологической войны. — М.: Горячая линия — Телеком, 2003. — 541 с.
- Вепринцев В. Б., Манойло А. В., Петренко А. И., Фролов  Д. Б. Операции информационно-психологической войны: краткий энциклопедический словарь-справочник / под ред. проф. А. И. Петренко. — М.: Горячая линия — Телеком, 2005. — 495 с.
- Манойло А. В., Петренко А. И., Фролов  Д. Б. Государственная информационная политика в условиях информационно-психологических конфликтов высокой интенсивности и социальной опасности: Курс лекций. — М.: МИФИ, 2003. — 224 с.
- Манойло А. В. Государственная информационная политика в особых условиях. — М.: МИФИ, 2003. — 388 с.
- Манойло А. В. Технологии несилового разрешения современных конфликтов / под ред. проф. А. И. Петренко. — М.: Горячая линия — Телеком, 2008. — 392 с.
- Манойло А. В. Технологии психологического управления международными конфликтами: пределы регулирующего воздействия. — М.: Паритет, 2008. — 68 с.
- Манойло А. В. Технологии управления международными конфликтами. — Saarbrucken: LAP Lambert Academic Publishing GmbH & Co. KG, 2011. — 441 с.
- Манойло А. В., Петренко А. И., Хауер-Тюкаркина О. М. Техники эффективной коммуникации в политике: уч.-метод. пособие. — М.: Издательство «Известия», 2015. — 32 с. — ISBN 978-5-206-00948-4. (недоступная ссылка)
- Манойло А. В. Информационные войны и психологические операции. Руководство к действию. — М.: Горячая линия - Телеком, 2018. — 496 с. — (Информационные войны и цветные революции). — 1000 экз. — ISBN 978-5-9912-0186-5.

### Статьи
на русском языке
- Манойло А. В., Фролов Д. Б., Вепринцев В. Б. Особенности информационной политики эпохи информационного общества // Проблемы информационной безопасности. Компьютерные системы. — 2002. — № 4. — С. 18—22.
- Манойло А. В., Петренко А. И. Информационное противоборство и государственная информационная политика в условиях информационно-психологической войны // Право и политика. — 2003. — № 9. — С. 110—125.

на других языках
- Manoilo A. V. Research Problems of Forms and Methods of State Information-Psychological Warfare Regulation // Proceedings of The Forth International Scientific and Methodic Conference «Internet-Education-Science-2004». — V.: VSTU, 2004. — P. 368—371.
- Manoilo A. V. Methods of Psychological Warfare Research // Proceedings of The Forth International Scientific and Methodic Conference «Internet-Education-Science-2004». — V.: VSTU, 2004. — P. 372—374.
- Manoilo A. V. Psychological Warfare Management // Proceedings of The Forth International Scientific and Methodic Conference «Internet-Education-Science-2004». — V.: VSTU, 2004. — P. 375—378.